# Agouni Gueghrane
Agouni Gueghrane é uma cidade e comuna localizada na província de Tizi Ouzou, Argélia. Em 2008, sua população era de 9 692 habitantes.